# Lupin III.: The Woman Called Fujiko Mine
Lupin III.: The Woman Called Fujiko Mine (jap. LUPIN the Third -峰不二子という女- Lupin the Third – Mine Fujiko to Iu Onna) ist eine Anime-Fernsehserie von TMS Entertainment aus dem Jahr 2012 und gehört zur Reihe Lupin III. Die Handlung der Abenteuer-, Drama- und Krimiserie dreht sich um die Diebin Fujiko Mine, ein Nebencharakter der Hauptreihe.

## Inhalt
Die Episoden erzählen (bis auf das Zweiteiler-Finale) je ein Abenteuer der Diebin Fujiko Mine, die entweder auf eigene Faust versucht das wertvolle Objekt ihrer Begierde zu stehlen, oder zu einem Diebstahl oder dem Schutz eines Objekts beauftragt wird. Die Geschichten erzählen auch ihre ersten Aufeinandertreffen mit den anderen wichtigen Figuren aus Lupin III.: Lupin selbst, dem Samurai Goemon Ishikawa und dem Schützen Daisuke Jigen.

## Produktion und Veröffentlichung
Die Serie entstand anlässlich des 40-jährigen Bestehens der Reihe Lupin III. Sie wurde unter der Regie von Sayo Yamamoto beim Studio TMS Entertainment produziert. Das Konzept stammt von Mari Okada. Takeshi Koike entwarf das Charakterdesign und die künstlerische Leitung hatte Seiki Tamura. Für weitere Designs war Takashi Miyano verantwortlich. Der ausführende Produzent war Seiji Okuda.
Die 13 je 25 Minuten langen Folgen wurden vom 4. April bis zum 27. Juni 2012 von NTV in Japan gezeigt. Funimation Entertainment zeigte die Serie per Simulcast und veröffentlichte eine englische Synchronfassung. Außerdem wurde der Anime ins Französische und Italienische übersetzt.
Im Juni 2014 kam mit Lupin III.: Daisuke Jigens Grabstein (Lupin the IIIrd: Jigen Daisuke no Bohyō) ein Anime-Film zur Serie heraus. Ein zweiter folgte mit Lupin III.: Goemon Ishikawa, der es Blut regnen lässt (Lupin the IIIrd: Chikemuri no Ishikawa Goemon) im Februar 2017. Im Mai 2019 erschien mit Lupin III.: Fujiko Mines Lüge (Lupin the IIIrd: Mine Fujiko no Uso) der dritte Teil. Jeder der Filme ist zwischen 50 und 60 Minuten lang und werden in Japan als jeweils zweiteilige Original Video Animations gezählt.
Kazé Anime lizenzierte alle drei Teile und ließ sie 2020 bei der FSK für den Verkauf im Handel prüfen. Die Trilogie wurde am 31. August 2021 in deutschen und österreichischen Kinos aufgeführt und erschien ab dem Folgemonat mit je einem Monat Abstand im deutschsprachigen Handel.
Im Dezember 2021 gab Kazé die Lizenz an der 13-teiligen Serie bekannt und plant eine Veröffentlichung im deutschen Handel. Die deutsche Fassung der Serie erscheint am 12. Januar 2023 in einer Gesamtausgabe.

### Synchronisation
Die deutsche Synchronisation entstand 2022 nach Dialogbüchern von Lars Waltl unter der Dialogregie von Patrick Keller, bei der Oxygen Sound Studios GmbH in Berlin.
| Rolle                | Japanischer Sprecher (Seiyū) | Hauptrolle (Episoden) | Deutscher Sprecher                       | Folgen |
| -------------------- | ---------------------------- | --------------------- | ---------------------------------------- | ------ |
| Fujiko Mine          | Miyuki Sawashiro             | 1–13                  | Sarah Riedel Moira May (Fujiko als Kind) | 13     |
| Arsène Lupin III     | Kanichi Kurita               | 1, 4–6, 8–13          | Peter Flechtner                          | 10     |
| Daisuke Jigen        | Kiyoshi Kobayashi            | 2, 5, 8–9, 12–13      | Tilo Schmitz                             | 6      |
| Goemon Ishikawa XIII | Daisuke Namikawa             | 3, 7, 11–13           | Peter Reinhardt                          | 5      |
| Inspektor Zenigata   | Kōichi Yamadera              | 1, 4, 6, 8, 10–13     | Stefan Staudinger                        | 8      |
| Lt. Oscar            | Yūki Kaji                    | 1, 4, 6, 8, 10–13     | Marcel Mann                              | 8      |

### Musik
Die Musik der Fernsehserie wurde komponiert von Naruyoshi Kikuchi, Musikproduzent war Shinichirō Watanabe. Der Vorspann ist unterlegt mit dem Lied New Wuthering Heights von Naruyoshi Kikuchi y Pepe Tormento Azcarar feat. Ichiko Hashimoto. Das Abspannlied ist Duty Friend von Nikiie.

## Episodenliste

### Staffel
| Nr. | Deutscher Titel                          | Originaltitel                                             | Erstausstrahlung Japan | Deutschsprachige Erstveröffentlichung (D/A/CH) | Regie                                                        | Drehbuch        |
| --- | ---------------------------------------- | --------------------------------------------------------- | ---------------------- | ---------------------------------------------- | ------------------------------------------------------------ | --------------- |
| 1   | Der Meisterdieb und die diebische Lady   | 大泥棒VS女怪盗 Daidorobō VS onna kaitō                    | 4. Apr. 2012           | 12. Jan. 2023                                  | Tōru Takahashi                                               | Mari Okada      |
| 2   | .357 Magnum                              | .357マグナム .357 magunamu                                | 11. Apr. 2012          | 12. Jan. 2023                                  | Hideki Tonokatsu                                             | Itsuko Miyoshi  |
| 3   | Lady und Samurai                         | 淑女とサムライ Shukujo to samurai                         | 18. Apr. 2012          | 12. Jan. 2023                                  | Yasuo Tsuchiya                                               | Dai Satō        |
| 4   | Leben für die Musik, leben für die Liebe | 歌に生き、恋に生き Uta ni iki, koi ni iki                 | 25. Apr. 2012          | 12. Jan. 2023                                  | Tomio Yamauchi                                               | Mari Okada      |
| 5   | Blutdurchtränktes Dreieck                | 血濡れた三角 Chi nureta sankaku                           | 2. Mai 2012            | 12. Jan. 2023                                  | Shin Itagaki                                                 | Dai Satō        |
| 6   | Gefängnis der Liebe                      | 愛の牢獄 Ai no rōgoku                                     | 9. Mai 2012            | 12. Jan. 2023                                  | Shōko Nakamura & Hideki Tonokatsu                            | Mari Okada      |
| 7   | Musik und Revolution                     | 音楽と革命 Ongaku to kakumei                              | 16. Mai 2012           | 12. Jan. 2023                                  | Akira Nishimori                                              | Dai Satō        |
| 8   | Todestag                                 | 命日 Meinichi                                             | 23. Mai 2012           | 12. Jan. 2023                                  | Tōru Takahashi                                               | Junji Nishimura |
| 9   | Liebe im Dunst heißer Quellen            | 湯けむり慕情 Yukemuri bojō                                | 30. Mai 2012           | 12. Jan. 2023                                  | Yasuo Tsuchiya                                               | Mari Okada      |
| 10  | Geisterstadt                             | 死んだ街 Shinda machi                                     | 6. Juni 2012           | 12. Jan. 2023                                  | Naoki Hishikawa                                              | Dai Satō        |
| 11  | Fest der Narren                          | 愚か者の祭 Orokamono no matsuri                           | 13. Juni 2012          | 12. Jan. 2023                                  | Fukurōkōji Pāchiku & Yuzuru Tachikawa                        | Mari Okada      |
| 12  | The Woman called Fujiko Mine – Teil Eins | 峰不二子という女 （前篇） Mine Fujiko to iu onna (zenpen) | 20. Juni 2012          | 12. Jan. 2023                                  | Nana Harada & Makoto Sudō                                    | Mari Okada      |
| 13  | The Woman called Fujiko Mine – Teil Zwei | 峰不二子という女 （後篇） Mine Fujiko to iu onna (kōhen)  | 27. Juni 2012          | 12. Jan. 2023                                  | Makoto Sudō, Naoki Hishikawa, Yasuo Tsuchiya & Sayo Yamamoto | Mari Okada      |

### Filme (OVAs)
| Nr. | Deutscher Titel                                       | Originaltitel                                                 | Erstausstrahlung Japan | Deutschsprachige Erstveröffentlichung (D/A/CH) | Regie         | Drehbuch        |
| --- | ----------------------------------------------------- | ------------------------------------------------------------- | ---------------------- | ---------------------------------------------- | ------------- | --------------- |
| 1   | Lupin III.: Daisuke Jigens Grabstein                  | LUPIN THE IIIRD 次元大介の墓標 Jigen Daisuke no Bohyō         | 21. Juni 2014          | 31. Aug. 2021 (Kino) 16. Sep. 2021             | Takeshi Koike | Yuuya Takahashi |
| 2   | Lupin III.: Goemon Ishikawa, der es Blut regnen lässt | LUPIN THE IIIRD 血煙の石川五ェ門 Chikemuri no Ishikawa Goemon | 4. Feb. 2017           | 31. Aug. 2021 (Kino) 21. Okt. 2021             | Takeshi Koike | Yuuya Takahashi |
| 3   | Lupin III.: Fujiko Mines Lüge                         | LUPIN THE IIIRD 峰不二子の嘘 Mine Fujiko no Uso               | 31. Mai 2019           | 31. Aug. 2021 (Kino) 18. Nov. 2021             | Takeshi Koike | Yuuya Takahashi |

## Erfolg
Der Anime beziehungsweise seine Regisseurin Sayo Yamamoto gewann 2012 die Auszeichnung für den besten Newcomer beim Japan Media Arts Festival. Die Zeitschrift Otaku USA nannte die Serie die stilistisch innovativste und damit eine der besten des Jahres. Die japanische DVD-Veröffentlichung verkaufte sich über 1.400 Mal, die Blu-ray über 2.800 Mal.